# Mark Tornillo
Mark Tornillo, né le 8 juin 1954, est un chanteur américain de heavy metal. Il a officié, dans les années 1980 - 90, au sein du groupe de heavy metal américain TT Quick, avant d'embrasser une carrière d'électricien pendant une dizaine d'années. Il rejoint le groupe Accept, en 2009, où il remplace Udo Dirkschneider.

## Biographie
Tornillo a commencé sa carrière musicale dans les années 1980 avec le groupe de heavy metal américain T.T. Quick.  
Le groupe s'est forgé un nom au sein la scène musicale de l'état du New Jersey d'où est natif Tornillo. Le groupe s'est engagé dans plusieurs tournées à travers l'état ainsi que celui de New York. Il a posé sa voix sur plusieurs disques au cours des années 1980 et 1990. Le groupe T.T. Quick avait cessé ses activités à la fin des années 1990, le groupe s'est réuni en mai 2013 à l'occasion d'un concert de charité au Rock N' Roll Heaven and the Old Bridge Metal Militia, dont les recettes ont été reversées aux victimes de la tornade Sandy
En 2009, il est recruté comme chanteur du groupe de heavy metal allemand Accept, après avoir participé à un jam avec eux. Le guitariste et compositeur du groupe, Wolf Hoffmann lors d'une visite à son ex-comparse le bassiste Peter Baltes en Pennsylvanie  s'est joint à lui pour participer à un jam informel dans le studio d'un des amis de Baltes. Ils avaient besoin d’un chanteur . La personne du studio proposa alors d’appeler son ami Mark Tornillo qui habitait dans les environs,. Bien que malade ce jour-là, Tornillo accepta de venir pour participer à la session. Baltes et Hoffmann furent époustouflés par la prestation de Tornillo. Cela ne devait être qu’une jam session informelle, mais les deux comparses y ont vu une occasion de reformer le groupe, après maintes tentatives infructueuses de le relancer, faute de volonté de Dirkschneider de prendre part à une nouvelle reformation. Après arrangements avec le management, les musiciens proposent au chanteur de participer à une nouvelle réunion du groupe. il est intégré officiellement comme remplaçant de Dirkschneider.
En dépit des réserves initiales des fans vis-à-vis de cette annonce, l'intégration du chanteur au sein du groupe a fini par convaincre le public et la presse, lors de la sortie de l'album Blood of the Nations. Le groupe a pu renouer avec son succès d'antan. Dans sa chronique pour l'album Blind Rage, le critique musical Gregory Heaney remarquait qu'avec "Tornillo au chant, Accept sonne exactement comme on se souvenait d'eux quand ils étaient au sommet de leur gloire. À côté de son travail avec Accept, Tornillo a également fait une apparition en tant qu'invité sur l'album White Devil Armory, le dix-septième album studio du groupe Overkill, paru le 21 Juillet 2014.

## Discographie

### TT Quick
- 1984 - TT Quick (EP)
- 1986 - Metal of Honor
- 1990 - Sloppy Seconds
- 1992 - Thrown Together (live)
- 2000 - Ink

### Accept
- 2010 - Blood of the Nations
- 2012 - Stalingrad
- 2014 - Blind Rage
- 2017 - The Rise of Chaos
- 2021 - Too Mean to Die
- 2024 - Humanoïd